# Чембало
Чембало или клавсен (фр. clavecin, енгл. harpsichord) je музички инструмент са клавијатуром, често представљан као претеча клавира. Златно доба чембала је период од 16. до 18. века, када се овај инструмент користио у концертима, операма и у камерним саставима као главни клавијатурни инструмент. Облик чембала је сличан данашњем клавиру, с тиме да се клавир развио у много већи инструмент. Звук се добија тиме што се притиском на дирке клавијатуре покреће механизам којим се жице окидају перцима (обично гушчјим), које производе резак звук сличан звуку који се добија окидањем жица гитаре са трзалицом. Док се код клавира јачина тона контролише јачином самог ударца дирке, код чембала је јачина тона уједначена, и јачина се постиже додавањем регистара као код оргуља. Чембало може да има један или два мануала, и углавном један, два или три регистара, који свирају у истој октави или једној октави више.
Интерпретатори на чембалу су чембалисти.

## Историја
Чембало је највероватније измишљено у касном средњем веку. До 16. века, произвођачи чембала у Италији су правили лагане инструменте са ниском напетошћу жица. Другачији приступ је заузет у јужној Холандији почевши од касног 16. века, посебно од стране породице Рукерс. Њихова чембала су користила тежу конструкцију и производила моћнији и препознатљивији тон. Она су обухватала прва чембала са две клавијатуре, коришћена за транспозицију.
Фламански инструменти послужили су као модел за изградњу чембала у 18. веку у другим народима. У Француској, дупле клавијатуре су прилагођене да контролишу различите хорове гудача, чинећи флексибилнији музички инструмент. Инструменти са врхунца француске традиције, произвођача као што су породица Бланше и Паскал Таскин, спадају међу најцењеније од свих чембала и често се користе као модели за израду савремених инструмената. У Енглеској су фирме Киркман и Шуди производиле софистицирана чембала велике снаге и звучности. Немачки градитељи су проширили звучни репертоар инструмента додавањем висине тона од шеснаест стопа и две стопе; ови инструменти су однедавно служили као модели савременим градитељима.
Око 1700. године изграђен је први клавир. Клавир користи удараљке, а жице се ударају пригушеним дрвеним чекићима уместо да се окидају. Клавир је способан за тиши звук, због чега има данашње име. Клавир такође дозвољава варијације у јачини звука, што чембало не омогућава. Крајем 18. века чембало је заменио клавир и скоро је нестао из видокруга током већег дела 19. века: изузетак је била његова стална употреба у опери за пратњу рецитатива, али га је клавир понекад мењао чак и тамо.
Напори двадесетог века да се оживи чембало почели су са инструментима који су користили клавирску технологију, са тешким жицама и металним оквирима. Почевши од средине 20. века, идеје о изради чембала претрпеле су велику промену, када су градитељи као што су Френк Хабард, Вилијам Дауд и Мартин Сковронек покушали да поново успоставе грађевинске традиције барокног периода. Чембало ове врсте историјски засноване градитељске праксе доминира садашњом сценом.

## Механизам
Чембала се разликују по величини и облику, али сва имају исти основни механизам. Играч притисне тастер који се љуља преко осовине на средини своје дужине. Други крај кључа подиже подизач (дугачку траку од дрвета) која држи мали плектрум (комад пера у облику клина, често направљен од пластике у 21. веку), који окида жицу. Када играч отпусти кључ, удаљени крај се враћа у положај мировања, а џек се враћа назад; плектрум, постављен на механизам са језичком који може да се окреће уназад од жице, пролази поред жице без поновног окидања. Како кључ достигне положај мировања, филцани пригушивач на врху дизалице зауставља вибрације жице. Ови основни принципи су детаљно објашњени у наставку.
- Полуга кључа је једноставна полуга, која се љуља на балансној осовини која пролази кроз рупу избушену кроз полугу кључа.
- Подизач (Џек) је танак, правоугаони комад дрвета који се налази усправно на крају полуге за кључ. Подизачи се држе на месту помоћу регистара. То су две дугачке траке од дрвета (горња покретна, доња фиксна), које се протежу у процепу између блока и трбушне шине. Регистри имају правоугаоне уторе (рупе) кроз које пролазе подизачи који се могу померати горе-доле. Регистри држе утичнице на тачној локацији која је потребна за окидање жице.

- Из подизача, плектрум стрши скоро хоризонтално (обично је плектрум мало нагнут према горе) и пролази непосредно испод жице. Историјски гледано, плектре су биле направљене од птичјег пера или коже; многа модерна чембала имају пластичне (делрин или целцон) плектре.
- Када се притисне предњи део тастера, задњи део кључа се подиже, подизач се подиже, а плектрум повлачи жицу.
- Вертикално кретање подизача се затим зауставља помоћу ограде (која се назива и горња шина), која је прекривена меким филцом да пригуши удар.

- Када се кључ отпусти, подизач пада назад под сопственом тежином, а плектрум се враћа испод жице. Ово је омогућено тако што се плектрум држи у језичку причвршћеном са осовином и опругом на тело дизалице. Доња површина плектума је исечена косо; тако када силазни плектрум додирне струну одозго, нагнута доња површина пружа довољну силу да гурне језик уназад.[6]
- Када се подизач спусти у потпуно спуштени положај, пригушивач од филца додирује жицу, узрокујући да нота престане.

## Истакнути чембалисти из Србије
- Предраг Госта
- Светлана Стојановић
- Оливера Ђурђевић
- Смиљка Исаковић
- Милош Петровић
- Иванка Симоновић Секви